# アミリン (ホルモン)

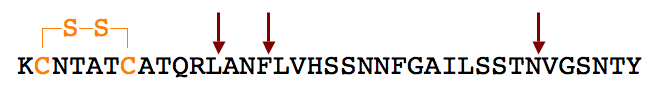
アミリンのアミノ酸配列。ジスルフィド結合とインスリン分解酵素による切断部位が示されている。

アミリン（英: amylin）または膵島アミロイドポリペプチド（英: islet amyloid polypeptide、略称: IAPP）は、37残基からなるペプチドホルモンである。アミリンは膵臓のβ細胞からインスリンとともに分泌される（インスリン:アミリン比は約100:1）。アミリンは胃の内容物排出速度を低下させて満腹感を促進することで血糖値の調節に関与し、食後の血糖値スパイクを防ぐ。
IAPPは89残基のコーディング配列からプロセシングされる。IAPP前駆体（proIAPP、proamylin、proislet protein）は膵臓のβ細胞で67アミノ酸、7404 Daの前駆体ペプチドとして産生され、プロテアーゼによる切断などの翻訳後修飾を受けることでアミリンが産生される。

## 合成
IAPP前駆体は67アミノ酸からなる。89アミノ酸からなるコーディング配列が翻訳されるが、22アミノ酸のシグナルペプチドは翻訳後迅速に切断される。ヒトのアミノ酸配列（N末端からC末端）は、
(MGILKLQVFLIVLSVALNHLKA) TPIESHQVEKR^KCNTATCATQRLANFLVHSSNNFGAILSSTNVGSNTYG^KR^NAVEVLKREPLNYLPL
である。シグナルペプチド（括弧で囲まれた配列）は小胞体への輸送を担い、タンパク質の翻訳時に除去される。小胞体内では、成熟後の2番と7番に相当するシステイン残基（太字で示されている）の間でジスルフィド結合が形成される。その後の分泌経路において、前駆体はタンパク質分解による翻訳後修飾を受ける（^で示されている）。N末端の11アミノ酸はプロホルモン転換酵素2（PC2）によって除去されるのに対し、C末端の16残基はプロホルモン転換酵素1/3（PC1/3）によって除去される。その後、C末端はカルボキシペプチダーゼEによって末端のリジンとアルギニン残基が除去される。この切断によって形成される末端のグリシンはペプチジルグリシンα‐アミド化モノオキシゲナーゼ（PAM）によってアミドに変換される。これによってIAPP前駆体から生物学的活性を有するIAPPへの転換が完了する。

## 調節
IAPPとインスリンの双方が膵臓のβ細胞で産生されるため、脂肪毒性や糖毒性によるβ細胞の機能低下はインスリンとIAPPの双方の産生と放出に影響を与える。
インスリンとIAPPはプロモーターに共通した調節モチーフを持つため、同様の因子によって調節される。またIAPPのプロモーターは、TNF-αや脂肪酸など、インスリンには影響を与えない刺激によっても活性化される。2型糖尿病の特徴の1つは、インスリン抵抗性である。インスリンとIAPPは共に分泌されるため、2型糖尿病ではIAPP前駆体の産生も増加することになる。IAPPの調節についてはほとんど知られていないが、そのインスリンとの関係からはインスリンに影響を与える制御機構がIAPPにも影響を与えていることが示唆され、血糖値がIAPP前駆体合成の調節に重要な役割を果たしていると考えられる。

## 機能
アミリンは膵臓内分泌の一部として機能し、血糖値の制御に寄与する。このペプチドは膵島から血液循環へと分泌され、腎臓のペプチダーゼによって除去される。尿中には存在しない。
アミリンの代謝機能は血漿中の栄養素（特にグルコース）の出現の阻害因子として機能が良く特徴づけられている。インスリンの相乗的パートナーとして機能し、インスリンとアミリンは食物摂取に応答して膵臓のβ細胞から共に分泌される。その全体的な影響は食事後の血中グルコースの出現率（Ra）の低下であり、具体的には胃の内容物排出速度の低下、消化分泌液（胃酸、膵酵素、 胆汁排出）の阻害、それに伴う食物摂取の減少によって行われる。また、糖新生ホルモンであるグルカゴンの分泌を阻害することで、血中に新たなグルコースが出現するのを防ぐ。これらの作用は、主に脳幹のグルコース感受性領域である最後野（area postrema）を介して行われるが、低血糖時には無効になる場合がある。これらの作用により、インスリンの総需要は減少する。
アミリンは、関連ペプチドであるカルシトニン、カルシトニン遺伝子関連ペプチドとともに骨の代謝にも作用する。

## 構造
ヒトのIAPPのアミノ酸配列はKCNTATCATQRLANFLVHSSNNFGAILSSTNVGSNTYであり、2番目と7番目のシステインの間にはジスルフィド結合が形成されている。C末端のアミド化とジスルフィド結合は、どちらもアミリンの十分な生物学的活性に必要である。IAPPはin vitroでアミロイド線維を形成する。線維化の過程では、初期のprefibrillar構造がβ細胞やインスリノーマの培養細胞に対して極めて高い毒性を持つ。その後アミロイド線維構造も培養細胞に対してある程度の毒性を持つようである。一般的に、アミロイド形成性のタンパク質やペプチドでは、最終産物となる線維が必ずしも最も毒性の高い形態ではないことが研究から示されている。ヒトのアミリンの1番から19番残基までの非線維形成性ペプチドは全長のペプチドと同様の毒性を持つが、ラットのアミリンの対応する部分は毒性を持たない。ヒトのアミリンの20番から29番残基までの断片は膜を断片化することが固体NMRによって示されている。ラットとマウスでは6か所が置換されている（そのうちの3か所、25番、28番、29番はプロリンへ置換されている）ためアミロイド形成は防がれると考えられているが、in vitroでアミロイド形成傾向が観察されているようにその効果は完全なものではない。

## 歴史
IAPPは糖尿病と関連した膵島のアミロイド沈着物の主要な構成要素として、1987年に2つのグループによって独立に同定された。

## 臨床的意義
IAPP前駆体は2型糖尿病や膵島β細胞の喪失と関連付けられている。膵島でのアミロイドの形成はIAPP前駆体の凝集によって開始され、膵島β細胞の喪失の進行に寄与している可能性がある。IAPP前駆体はIAPPが凝集してアミロイドを形成するための最初の顆粒を形成し、アミロイドによるβ細胞のアポトーシスをもたらす。
IAPPはインスリンとともに分泌される。2型糖尿病におけるインスリン抵抗性はより大きなインスリン産生需要をもたらし、プロセシングが完了する前のインスリン前駆体の放出をもたらす。IAPP前駆体も同時に分泌されるが、インスリンやIAPPへそれぞれ変換する酵素が高レベルの分泌に対応することができず、最終的にはIAPP前駆体の蓄積が引き起こされる。
特に、IAPP前駆体のN末端の切断部位のプロセシングの欠陥はアミロイド形成の開始に重要な因子である。IAPP前駆体の翻訳後修飾はN末端とC末端の双方で行われるが、N末端のプロセシングは分泌経路のより後の段階で行われる。このことが分泌需要が高い条件でのプロセシングの異常が起こりやすい理由の1つである可能性がある。グルコース濃度が高く、インスリンやIAPPの分泌需要が増加している2型糖尿病では、こうしたIAPP前駆体のプロセシングの異常が引き起こされる場合がある。プロセシングが完了していないIAPP前駆体は、IAPPが蓄積してアミロイドを形成精する際の核として機能する。
アミロイドの形成は、膵島β細胞でのアポトーシス（プログラム細胞死）を主に媒介する因子である。まず、IAPP前駆体は細胞内の分泌小胞内で凝集する。IAPP前駆体はシードとして作用し、成熟型IAPPを小胞内に集めて細胞内アミロイドを形成する。小胞が放出されると、アミロイドは細胞外でより多くのIAPPを集める。その結果、アポトーシスカスケードが開始されてβ細胞へイオンが流入する。

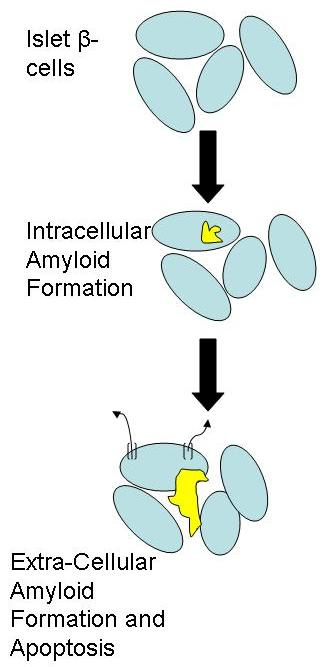
アミロイド形成過程の模式図

こうしたアミロイド沈着は2型糖尿病の膵臓の病理学的特徴であり、2型糖尿病との関係は以前から知られている。しかし、アミロイド形成が2型糖尿病の病理に関係しているのか、それとも単に2型糖尿病によって引き起こされる結果に過ぎないのかに関してはいまだ明らかではない。しかしながら、プロテオミクス研究からはアミリンはアルツハイマー病に関係するβ-アミロイドと共通の毒性標的を持ち、2型糖尿病とアルツハイマー病が共通の毒性機構を持つという証拠が得られており、また、β-アミロイドのようにIAPPはインスリンを産生しているβ細胞にアポトーシスによる細胞死をもたらし、2型糖尿病患者の機能的なβ細胞の数の減少をもたらしている。このことは、IAPP前駆体のプロセシングの回復によるβ細胞の細胞死の防止が、2型糖尿病の治療アプローチとなる可能性を示している。
2008年には食餌誘発性肥満ラットにおいて、レプチンとアミリンの同時投与によって、レプチンに対する視床下部の感受性が回復し、体重低下に対して相乗的効果を示すことが報告された。ヒトのレプチンのアナログであるメトレレプチンとアミリン社の糖尿病治療薬プラムリンタイドの併用による臨床試験が行われたが、過去にメトレレプチンによる治療を受けた患者2人に中和抗体の発現が認められたため、2011年に第II相試験は中止された。

## 薬理
ヒトのアミロイドの25番、26番、29番がプロリンへ置換された合成アナログであるプラムリンタイド（商標名: Symlin）は、1型糖尿病と2型糖尿病の成人患者に対する使用が2005年にFDAによって承認されている。インスリンとプラムリンタイドはどちらも食事前に個別に注入を行うが、共に作用して食後の血糖変動を制御する。
アミリンはインスリン分解酵素によって部分的に分解される。

## 受容体
アミリンに対して高い親和性で結合する受容体複合体は少なくとも3つ存在するようである。これら3つの複合体は全てカルシトニン受容体をコアに持ち、それに加えて受容体活性調節タンパク質であるRAMP1、RAMP2、RAMP3のうちの1つを含む。

## 関連文献
- Westermark P, Andersson A, Westermark GT (2005). “Is aggregated IAPP a cause of beta-cell failure in transplanted human pancreatic islets?”. Curr. Diab. Rep. 5 (3):  184–8. doi:10.1007/s11892-005-0007-2. PMID 15929864.
- Höppener JW, Oosterwijk C, Visser-Vernooy HJ (1993). “Characterization of the human islet amyloid polypeptide/amylin gene transcripts: identification of a new polyadenylation site”. Biochem. Biophys. Res. Commun. 189 (3):  1569–77. doi:10.1016/0006-291X(92)90255-J. PMID 1282806.
- Hubbard JA, Martin SR, Chaplin LC (1991). “Solution structures of calcitonin-gene-related-peptide analogues of calcitonin-gene-related peptide and amylin”. Biochem. J. 275 (Pt 3):  785–8. doi:10.1042/bj2750785. PMC 1150122. PMID 2039456.
- Butler PC, Chou J, Carter WB (1990). “Effects of meal ingestion on plasma amylin concentration in NIDDM and nondiabetic humans”. Diabetes 39 (6):  752–6. doi:10.2337/diabetes.39.6.752. PMID 2189768.
- van Mansfeld AD, Mosselman S, Höppener JW (1990). “Islet amyloid polypeptide: structure and upstream sequences of the IAPP gene in rat and man”. Biochim. Biophys. Acta 1087 (2):  235–40. doi:10.1016/0167-4781(90)90210-S. PMID 2223885.
- Christmanson L, Rorsman F, Stenman G (1990). “The human islet amyloid polypeptide (IAPP) gene. Organization, chromosomal localization and functional identification of a promoter region”. FEBS Lett. 267 (1):  160–6. doi:10.1016/0014-5793(90)80314-9. PMID 2365085.
- Clark A, Edwards CA, Ostle LR (1989). “Localisation of islet amyloid peptide in lipofuscin bodies and secretory granules of human B-cells and in islets of type-2 diabetic subjects”. Cell Tissue Res. 257 (1):  179–85. doi:10.1007/BF00221649. PMID 2546670.
- Nishi M, Sanke T, Seino S (1990). “Human islet amyloid polypeptide gene: complete nucleotide sequence, chromosomal localization, and evolutionary history”. Mol. Endocrinol. 3 (11):  1775–81. doi:10.1210/mend-3-11-1775. PMID 2608057.
- Mosselman S, Höppener JW, Lips CJ, Jansz HS (1989). “The complete islet amyloid polypeptide precursor is encoded by two exons”. FEBS Lett. 247 (1):  154–8. doi:10.1016/0014-5793(89)81260-8. PMID 2651160.
- Westermark P, Wernstedt C, Wilander E (1987). “Amyloid fibrils in human insulinoma and islets of Langerhans of the diabetic cat are derived from a neuropeptide-like protein also present in normal islet cells”. Proc. Natl. Acad. Sci. U.S.A. 84 (11):  3881–5. Bibcode: 1987PNAS...84.3881W. doi:10.1073/pnas.84.11.3881. PMC 304980. PMID 3035556.
- Mosselman S, Höppener JW, Zandberg J (1988). “Islet amyloid polypeptide: identification and chromosomal localization of the human gene”. FEBS Lett. 239 (2):  227–32. doi:10.1016/0014-5793(88)80922-0. hdl:1874/23977. PMID 3181427.
- Cooper GJ, Willis AC, Clark A (1988). “Purification and characterization of a peptide from amyloid-rich pancreases of type 2 diabetic patients”. Proc. Natl. Acad. Sci. U.S.A. 84 (23):  8628–32. Bibcode: 1987PNAS...84.8628C. doi:10.1073/pnas.84.23.8628. PMC 299599. PMID 3317417.
- Westermark P, Wernstedt C, Wilander E, Sletten K (1986). “A novel peptide in the calcitonin gene related peptide family as an amyloid fibril protein in the endocrine pancreas”. Biochem. Biophys. Res. Commun. 140 (3):  827–31. doi:10.1016/0006-291X(86)90708-4. PMID 3535798.
- Höppener JW, Verbeek JS, de Koning EJ (1994). “Chronic overproduction of islet amyloid polypeptide/amylin in transgenic mice: lysosomal localization of human islet amyloid polypeptide and lack of marked hyperglycaemia or hyperinsulinaemia”. Diabetologia 36 (12):  1258–65. doi:10.1007/BF00400803. PMID 8307253.
- Lim YA, Ittner LM, Lim YL, Götz J (2008). “Human but not rat amylin shares neurotoxic properties with Abeta42 in long-term hippocampal and cortical cultures”. FEBS Lett 582 (15):  2188–2194. doi:10.1016/j.febslet.2008.05.006. PMID 18486611.